# Contea di Kern
La contea di Kern, in inglese Kern County, è una contea dello Stato della California, negli Stati Uniti. La popolazione al censimento del 2000 era di 661 645 abitanti. Il capoluogo di contea è Bakersfield.

## Geografia fisica
La contea si trova nella parte meridionale della Central Valley. L'U.S. Census Bureau certifica che l'estensione della contea è di 21138 km², di cui 21085 km² composti da terra e i rimanenti 53 km² composti di acqua. Si estende da ovest, dove si trova la coda meridionale della Catena Costiera, a est oltre la Sierra Nevada fino al deserto del Mojave. A sud include parte dell'Antelope Valley. Nel centro-ovest si trova la valle di San Joaquin e a sud i monti Tehachapi. Il lago principale è il lago Isabelle, da cui esce il fiume Kern che attraversa la contea. La contea ospita diverse aree protette e parchi nazionali, tra cui la foresta nazionale di Los Padres e la foresta nazionale di Sequoia.
Nella contea si trovano l'Edwards Air Force Base e lo spazioporto di Mojave.

### Contee confinanti
- Contea di Tulare - nord
- Contea di Inyo - nord-est
- Contea di San Bernardino - est
- Contea di Los Angeles - sud
- Contea di Ventura - sud
- Contea di Santa Barbara - sud-ovest
- Contea di San Luis Obispo - ovest
- Contea di Kings - nord-ovest

## Storia
La contea di Kern fu costituita nel 1866 dalle contee di Tulare e Los Angeles. La contea fu chiamata così in onore di Edward Kern, cartografo nella spedizione del 1845 del generale John C. Frémont.

## Infrastrutture e trasporti

### Principali strade ed autostrade
| - Interstate 5 - U.S. Highway 395 - California State Route 14 - California State Route 33 - California State Route 43 - California State Route 46 - California State Route 58 - California State Route 65 | - California State Route 99 - California State Route 119 - California State Route 155 - California State Route 166 - California State Route 178 - California State Route 184 - California State Route 204 - California State Route 223 |

## Comuni[5]

### Cities
- Arvin
- Bakersfield (capoluogo)
- California City
- Delano
- Maricopa
- McFarland
- Ridgecrest
- Shafter
- Taft
- Tehachapi
- Wasco

### Census-designated places
| - Alta Sierra - Bakersfield Country Club - Bear Valley Springs - Benton Park - Bodfish - Boron - Buttonwillow - Casa Loma - Cherokee Strip - China Lake Acres - Choctaw Valley - Cottonwood | - Derby Acres - Di Giorgio - Dustin Acres - East Bakersfield - East Niles - Edison - Edmundson Acres - Edwards AFB - El Adobe - Fairfax - Fellows - Ford City - Frazier Park | - Fuller Acres - Glennville - Golden Hills - Goodmanville - Greenacres - Greenfield - Hillcrest - Inyokern - Johannesburg - Keene - Kernville - La Cresta - Lake Isabella | - Lake of the Woods - Lakeside - Lamont - Lebec - Lost Hills - McKittrick - Mettler - Mexican Colony - Mojave - Mountain Meadows - Mountain Mesa - North Edwards - Oildale | - Old River - Old Stine - Old Stockdale - Onyx - Pine Mountain Club - Potomac Park - Pumpkin Center - Randsburg - Rexland Acres - Ridgecrest Heights - Rivergrove - Rosamond - Rosedale | - Smith Corner - South Taft - Squirrel Mountain Valley - Stallion Springs - Stebbins - Taft Heights - Tarina - Tupman - Valley Acres - Weedpatch - Weldon - Wofford Heights - Woody |